# 蝦蟇仙人

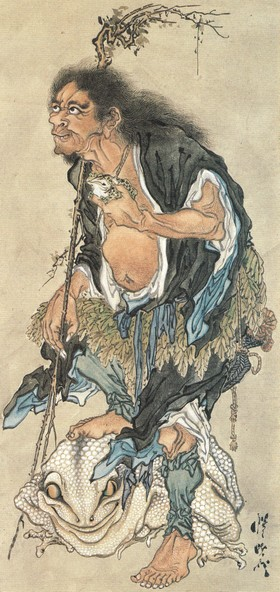
河鍋暁斎画『中国神仙図巻』のうち「がま仙人」河鍋暁斎記念美術館蔵 明治8-9年（1875-76年）

蝦蟇仙人（がませんにん）は、中国の仙人。青蛙神を従えて妖術を使うとされる。

## 概要
左慈に仙術を教わった三国時代の呉の葛玄、もしくは呂洞賓 に仙術を教わった五代十国時代後梁の劉海蟾をモデルにしているとされる。特に後者は日本でも画題として有名であり、顔輝『蝦蟇鉄拐図』の影響で李鉄拐（鉄拐仙人）と対の形で描かれる事が多い。しかし、両者を一緒に描く典拠は明らかでなく、李鉄拐は八仙に選ばれているが、蝦蟇仙人は八仙に選ばれておらず、中国ではマイナーな仙人である。一方、日本において蝦蟇仙人は仙人の中でも特に人気があり、絵画、装飾品、歌舞伎・浄瑠璃など様々な形で多くの人々に描かれている。

## 蝦蟇仙人を画題とした主な作品
- 顔輝 『蝦蟇鉄拐図』 知恩寺（重要文化財）
- 伝劉俊『寒山拾得蝦蟇鉄拐図』 東京国立博物館
- 吉山明兆 『達磨蝦蟇鉄拐図』 東福寺（重要文化財） 顔輝の模写
- 感和亭鬼武 『自来也説話』
- 近松門左衛門 『傾城島原蛙合戦』